# Brycinus luteus
Brycinus luteus es una especie de peces de la familia Alestiidae en el orden de los Characiformes.

## Morfología
Los machos pueden llegar alcanzar los 7,6 cm de longitud total.
- Presenta dimorfismo sexual.[1][2]

## Hábitat
Es un pez de agua dulce y de clima tropical.  

## Distribución geográfica
Se encuentran en África:  cuenca del río Volta.